# Astragalus cyprius
Astragalus cyprius es una especie de planta del género Astragalus, de la familia de las leguminosas, orden Fabales.

## Distribución
Astragalus cyprius se distribuye por Chipre.

## Taxonomía
Fue descrita científicamente por Boiss. Fue publicada en Fl. Orient. 2: 469 (1872).